# Celebrity Millennium
El GTS Celebrity Millennium (anteriormente llamado Millennium) es un crucero de la Clase Millennium operado por Celebrity Cruises, una subsidiaria de Royal Caribbean Group. Es la nave líder de su clase homónima, cuyas naves funcionan con turbinas de gas. Entregado en 2000, es el barco operativo más antiguo de la flota de Celebrity.
A principios de 2019, el barco fue llevado a mantenimiento y renovado en un dique seco durante 35 días en Singapur en el astillero Sembcorp Marine en Sembawang. Entre los cambios se encuentran 30 nuevas cabinas de pasajeros.